# اشتراک‌گذاری اینترنت
با استفاده از تکنیک ICS می‌توان  یک دستگاه متصل (از طریق شبکه ۳جی یا  اترنت) به اینترنت را به یک نقطه دسترسی برای اتصال سایر دستگاه‌ها به اینترنت تبدیل کرد. این راه کار توسط شرکت مایکروسافت در سیستم عامل ویندوز (از ویندوز ۹۸ نسخه ۲ به بعد) برای اشتراک  گذاری یک اتصال اینترنت روی یک رایانه به سایر رایانه ‌های درون شبکه محلی  پیاده‌سازی شده‌است. در واقع این کار با استفاده از  قرار داد پیکربندی پویا میزبان (DHCP) و برگردان نشانی شبکه (NAT) انجام می‌شود. آی سی اس ، پیکربندی دیگر سرویس‌های استاندار  و بعضی پیکربندی‌های برگردان نشانی شبکه (NAT) را ارائه می‌دهد.